# Sienna Moosah
Sienna Moosah, född 2015, är en brittisk skådespelerska. Hon kommer att spela rollen som Lavender Brown i den kommande TV-serien om Harry Potter.

## Filmografi
| År   | Titel        | Roll           | Noter            |
| ---- | ------------ | -------------- | ---------------- |
| 2027 | Harry Potter | Lavender Brown | Under utveckling |